# 麻辣教授獲獎與提名列表
《麻辣教授》是一部2021年印度泰米爾語動作劇情片，由洛克希·卡納賈拉吉執導並聯合編劇，維杰及維傑·西圖帕提領銜主演，馬拉維卡·莫漢南、安德莉亞·傑雷米亞、阿俊·達斯、桑塔努·巴吉雅賈和古莉·G·基尚擔任配角。故事講述一名酗酒教授到一所少年輔育院任職後，為了孩子們與當地犯罪領袖對抗。
《麻辣教授》在影評界口碑褒貶不一，但仍獲四項大獎的多項提名。主演維杰提名了南印度國際電影獎最佳男演員，並憑藉歌曲〈小故事〉提名了印度電影觀眾獎最佳泰米爾代唱男歌手及愛迪生獎最佳男歌手。洛克希贏得了南印度國際電影獎最佳導演，也提名了愛迪生獎最佳導演與最佳劇本。電影作曲家阿尼魯德·拉維昌德提名了南印度電影觀眾獎、阿南達·維卡坦電影獎、南印度國際電影獎與愛迪生獎的最佳音樂總監，還有愛迪生獎最佳BGM配樂。

## 獎項
| 頒獎日期            | 獎項                | 類別                 | 得獎或提名者                 | 結果 | 來源  |
| ------------------- | ------------------- | -------------------- | ---------------------------- | ---- | ----- |
| 2022年10月9日       | 南印度電影觀眾獎    | 最佳泰米爾音樂總監   | 阿尼魯德·拉維昌德            | 提名 | [ 3 ] |
| 2022年10月9日       | 南印度電影觀眾獎    | 最佳泰米爾代唱男歌手 | 阿里烏—〈老師突襲〉（Vaathi Raid）      | 提名 | [ 3 ] |
| 2022年10月9日       | 南印度電影觀眾獎    | 最佳泰米爾代唱男歌手 | 維杰—〈小故事〉              | 提名 | [ 3 ] |
| 2022年10月9日       | 南印度電影觀眾獎    | 最佳南方編舞         | 迪內什·庫馬爾—〈老師登場〉   | 獲獎 | [ 3 ] |
| 2022年12月28日      | 阿南達·維卡坦電影獎 | 最佳音樂總監         | 阿尼魯德·拉維昌德            | 獲獎 | [ 4 ] |
| 2022年12月28日      | 阿南達·維卡坦電影獎 | 最佳特技總監         | 特技席爾瓦                   | 獲獎 | [ 4 ] |
| 2022年12月28日      | 阿南達·維卡坦電影獎 | 最佳編舞             | 迪內什·庫馬爾—〈老師登場〉   | 獲獎 | [ 4 ] |
| 2022年9月10日至11日 | 南印度國際電影獎    | 最佳泰米爾導演       | 洛克希·卡納賈拉吉            | 獲獎 | [ 5 ] |
| 2022年9月10日至11日 | 南印度國際電影獎    | 最佳泰米爾攝影       | 沙迪亞·蘇利安                | 提名 | [ 5 ] |
| 2022年9月10日至11日 | 南印度國際電影獎    | 最佳泰米爾男主角     | 維杰                         | 提名 | [ 5 ] |
| 2022年9月10日至11日 | 南印度國際電影獎    | 最佳泰米爾男配角     | 馬亨德蘭                     | 提名 | [ 5 ] |
| 2022年9月10日至11日 | 南印度國際電影獎    | 最佳泰米爾反派演員   | 維傑·西圖帕提                | 提名 | [ 5 ] |
| 2022年9月10日至11日 | 南印度國際電影獎    | 最佳泰米爾新人女演員 | 馬拉維卡·莫漢南              | 提名 | [ 5 ] |
| 2022年9月10日至11日 | 南印度國際電影獎    | 最佳泰米爾音樂總監   | 阿尼魯德·拉維昌德            | 提名 | [ 5 ] |
| 2022年3月12日       | 愛迪生獎            | 最愛女演員           | 馬拉維卡·莫漢南              | 提名 | [ 6 ] |
| 2022年3月12日       | 愛迪生獎            | 最佳電影             | 《麻辣教授》                 | 獲獎 | [ 6 ] |
| 2022年3月12日       | 愛迪生獎            | 最佳導演             | 洛克希·卡納賈拉吉            | 提名 | [ 6 ] |
| 2022年3月12日       | 愛迪生獎            | 最佳劇本             | 洛克希·卡納賈拉吉            | 提名 | [ 6 ] |
| 2022年3月12日       | 愛迪生獎            | 最佳攝影             | 沙迪亞·蘇利安                | 提名 | [ 6 ] |
| 2022年3月12日       | 愛迪生獎            | 最佳剪輯             | 普洛明·拉傑                  | 提名 | [ 6 ] |
| 2022年3月12日       | 愛迪生獎            | 最佳音樂總監         | 阿尼魯德·拉維昌德            | 提名 | [ 6 ] |
| 2022年3月12日       | 愛迪生獎            | 最佳BGM配樂          | 阿尼魯德·拉維昌德            | 提名 | [ 6 ] |
| 2022年3月12日       | 愛迪生獎            | 最佳男歌手           | 維杰–〈小故事〉              | 提名 | [ 6 ] |
| 2022年3月12日       | 愛迪生獎            | 最佳歌詞             | 阿倫拉賈·卡馬拉吉—〈小故事〉 | 提名 | [ 6 ] |
| 2022年3月12日       | 愛迪生獎            | 最佳兒童角色         | 普瓦亞爾                     | 提名 | [ 6 ] |